# Maj Kullenberg
Maj Gertrud Kullenberg, född de Vylder 19 maj 1910 i Matarengi i Övertorneå församling, död 17 oktober 1996 i Göteborg, var en svensk socionom och ordförande för Göteborgs kvinnliga diskussionsklubb 1952–1984 och folkpartistisk förtroendevald i Göteborg.

## Biografi

### Tidiga år
Maj Kullenberg var dotter till Ludvig de Vylder och Elisabeth, född Lundberg. 1899 hade paret medverkat till grundandet av Tornedalens Lantmanna- och Folkhögskola i Matarengi. 1911 flyttade de med sina då fem barn söderut när de Vylder blev rektor för Katrinebergs folkhögskola i Vessigebro. Bägge föräldrarna undervisade på skolan.
Makarna de Vylder fick åtta barn. Bland Maj Kullenbergs syskon märks  Marie-Louise de Vylder-Lehmann, Birgitta de Vylder-Bellander och Klas de Vylder, som är far till Stefan de Vylder. I Riksarkivet förvaras de Vylders släktarkiv med bland annat åtskilliga brev från de åtta barnen.
Uppväxtårens starkt idealistiska folkhögskolemiljö kom att prägla Maj Kullenbergs inriktning i livet. Kulturella intressen och socialt engagemang utmärkte hennes verksamhet.

### Yrkesliv
Efter åtta år i läroverk utbildade sig Maj Kullenberg till socionom vid Socialpolitiska Institutet i Stockholm. Hon gifte sig 1934 med civilingenjören och senare byggmästaren Yngve Kullenberg. De fick sex barn tillsammans. 1937 flyttade paret till Göteborg från Malmö där Maj Kullenberg varit bostadsinspektör och barnavårdsman. Hon var medlem i folkpartiet, nämndeman i nitton år och ledamot av folkskolestyrelsen i tolv år i Göteborg.
Vid 60 års ålder tog Maj Kullenberg en filosofie kandidatexamen med två treor, i litteraturhistoria och konsthistoria. Ämnena var hennes stora intressen och examen gav henne möjlighet att guida på Konstmuseet. Hon var under flera år reseledare för Göteborgs-Postens bussresor till Louisiana utanför Köpenhamn och till Munchmuseet i Oslo.
Maj Kullenberg var hedersmedborgare i Florens. När översvämningar 1966 drabbade staden fick hon Göteborgs konstnärer att skänka tavlor till försäljning. Hjälparbetet resulterade i 60 000 kronor.
Hon deltog i den dagsaktuella debatten genom att göra inlägg i pressen. Särskilt känd blev hon under konståret 1970 när hon i göteborgspressen uppmanade allmänheten att bojkotta utställningen Skräck på Göteborgs konsthall eftersom den skulle visa Peter Dahls så kallade Sibyllamålning. Hon deltog även i en offentlig debatt med konstnären om tavlan som stämplats som sedlighetssårande.

### Ordförandeskap 1952–1984
Sedan början av 1940-talet ledde Maj Kullenberg Lilla Diskussionsklubben, som var en verksamhet inom Göteborgs kvinnliga diskussionsklubb (GKDK).
Under hennes 32 år som ordförande blev GKDK en alltmer uppmärksammad och betydelsefull kulturinstitution i Göteborg. De många evenemangen avlöste varandra. Sveriges sociala och kulturella elit medverkade frekvent.
Som ordförande tog hon 1958 initiativ till GKDK-Nytt för vilken hon var redaktör och ansvarig utgivare. Medlemstidningen kom ut med sammanlagt 13 nummer.
Maj Kullenberg fick klubben att göra stora insatser i sociala och kulturella sammanhang. Hon var drivande i insamlingen till Haus Viktoria i Väst-Berlin där främst ensamstående kvinnor i Öst-Berlin kunde få stöd och rehabilitering. Projektet drevs i ett tjugotal år i samarbete med Lutherhjälpen. Hon satt som ensam kvinna i styrelsen och for regelbundet till Berlin.
När GKDK 1961 hade sitt 50-årsjubileum bildades genom Maj Kullenbergs intresse för kultur en kulturfond som årligen delade ut stipendier till begåvade skådespelare, sångare och musiker. Jane Friedman var första stipendiaten.
När Maj Kullenberg avgick 1984 skapades en Maj Kullenbergfond till stöd för unga musiker. Sista minnesvärda insatsen för GKDK blev den krönika hon skrev till klubbens 85-årsjubileum 1996. Hon avled oväntat natten före jubileet.

## Utmärkelser
- Hedersmedborgare i Florens
- 1970 – Ledamot i första klassen av Vasaorden[19]
- 2001 – Göteborgs stad skapar gatunamnet  Maj Kullenbergs Gångväg. Gångvägen finns i Kungsparken.[20]